# Bình Hòa Hưng
Bình Hòa Hưng là một xã thuộc huyện Đức Huệ, tỉnh Long An, Việt Nam.

## Địa lý
Xã Bình Hòa Hưng nằm ở phía nam huyện Đức Huệ, có vị trí địa lý:
- Phía đông giáp xã Bình Thành
- Phía tây giáp Campuchia
- Phía nam giáp các huyện Thạnh Hóa và Thủ Thừa
- Phía bắc giáp xã Mỹ Bình.

Xã có diện tích 30,90 km², dân số năm 2003 là 2.132 người, mật độ dân số đạt 69 người/km².

## Hành chính
Xã được chia thành 4 ấp: 1, 2, 3, 4.

## Lịch sử
Xã Bình Hòa Hưng được thành lập vào ngày 24 tháng 3 năm 1994 trên cơ sở điều chỉnh 3.750 ha diện tích tự nhiên với 2.315 người của xã Bình Thành.
Ngày 15 tháng 5 năm 2003, Chính phủ ban hành Nghị định số 50/2003/NĐ-CP. Theo đó, thành lập xã Mỹ Bình trên cơ sở 3.070 ha diện tích tự nhiên và 2.858 người của xã Bình Thành, 1.099 ha diện tích tự nhiên và 651 người của xã Bình Hòa Hưng.
Sau khi điều chỉnh địa giới hành chính, xã Bình Hòa Hưng còn lại 3.090,1 ha diện tích tự nhiên và 2.232 người.